# The Silent Corner and the Empty Stage
The Silent Corner and the Empty Stage — третий сольный альбом лидера британской рок-группы Van der Graaf Generator Питера Хэммилла. Пластинка выпущена в 1974 году, во время формального перерыва в совместной работе музыкантов Van der Graaf Generator. В действительности, все они приняли участие в записи альбома.

## Об альбоме
Обложка диска была оформлена Беттиной Хольс, бывшей участницей германской группы Ash Ra Tempel. Ранее она работала над альбомом Хэммилла «Chameleon in the Shadow of the Night».
Самая продолжительный трек на пластинке — «A Louse is not a Home», полномасштабный рок-эпос мелодраматического содержания. Планировалось, что «A Louse is not a Home» войдёт в альбом Van der Graaf Generator «Pawn Hearts», но временный распад группы помешал выпуску. «The Lie (Bernini’s Saint Theresa)» содержит отсылку к работе Джованни Бернини «Экстаз святой Терезы». Гитарист Рэнди Калифорниа исполнил партию соло-гитары в треке «Red Shift». Песня «Modern» нередко входила в концертные программы Хэммилла.

## Список композиций

### Первая сторона
1. Modern — 7:28
2. Wilhelmina — 5:17
3. The Lie (Bernini’s Saint Theresa) — 5:40
4. Forsaken Gardens — 6:15

### Вторая сторона
1. Red Shift — 8.11
2. Rubicon — 4:11
3. A Louse Is Not a Home — 12:13

## Участники записи
- Питер Хэммилл — гитара, фортепиано, бас-гитара (треки 1,2 и 6), фисгармония, клавишные, вокал, меллотрон, осциллятор
- Рэнди Калифорниа — соло-гитара (5)
- Хью Бэнтон — орган, бас-гитара (3,4,7), клавишные, бэк-вокал
- Гай Эванс — перкуссия, ударные
- Дэвид Джексон — флейта, саксофон